# エイヴイ
株式会社エイヴイ（英: AVE Co.,Ltd.）は、スーパーマーケットチェーン「エイビイ」（AVE）を運営する日本の企業。株式会社ヤオコーの完全子会社。神奈川県横須賀市に本社を置く。
会社名はエイ「ヴ」イだが、運営するスーパーの名称はエイ「ビ」イである。

## 概要
同社の前身は1965年に設立した食料品店｢株式会社木村商店」で、1983年「株式会社エイヴイ」に改称。三浦半島を第1商勢圏として横須賀市に6店舗を出店。近年、第2商勢圏確立に向けて茅ヶ崎市・綾瀬市・大和市・横浜市・東京都町田市・海老名市・平塚市にも出店。
日本のスーパーでは普通である特売や、チラシの作成、配布をしない。これはELP（EDLP、Everyday Low Price）を基軸とし、また、そのために費用の削減を徹底しているためである。
2017年4月付で株式会社ヤオコーの完全子会社となった（予定が発表されたのは16年10月）。低価格指向や店舗名称は維持される見通し。

## 沿革
- 1965年 -  「木村商店」として食料品店を開業。
- 1983年 -  「エイヴイ」に社名を変更、スーパーマーケット経営に乗り出す。
- 2000年 -  平成町店が開業。
- 2003年 -  佐原店が開業。
- 2005年 -  茅ヶ崎店が開業[5]。
- 2009年 -  綾瀬店が開業[5]。
- 2011年 -  りんかんモール店が開業[5]。
- 2012年 -  南町田店開業。神奈川県以外の自治体では初の出店となった。
- 2017年 -  ヤオコーの完全子会社となる（傘下入りの発表は前年10月）[1]。
- 2018年 -  新鶴見店が開業。横浜市への初の出店となった。
- 2019年 -  南部市場店が開業。
- 2022年 -  海老名店が開業。
- 2024年 - 平塚店が開業。

## 店舗
2024年3月現在の店舗数は14店舗。

### スーパーセンター（SuC）
- エイビイ平成町店（横須賀市）

### コンビネーションストアー（CbS）
- エイビイ武山店（横須賀市）
- エイビイ佐原店（横須賀市）
- エイビイ平作店（横須賀市）

### スーパースーパーマーケット（SSM）
- エイビイ小原店（横須賀市）
- エイビイ茅ヶ崎店（茅ヶ崎市、フレスポ茅ヶ崎内）
- エイビイ綾瀬店（綾瀬市、フレスポ綾瀬店内）
- エイビイりんかんモール店（大和市）
- エイビイ南町田店（町田市）
- エイビイ衣笠店（横須賀市）
- エイビイ新鶴見店（横浜市鶴見区）
- エイビイ南部市場店（横浜市金沢区）
- エイビイ海老名店（海老名市）
  - 2022年2月16日開店
- エイビイ平塚店（平塚市)

### かつて存在した店舗
- エイビイ大津店（横須賀市）
  - SSM 2013年1月閉店

### 出店が予定されている店舗
- エイビイ久里浜店（横須賀市）2017年出店地取得済み